# Mary Fairchild MacMonnies Low
Mary Fairchild MacMonnies Low (New Haven, Connecticut, 1858 – 1946) foi uma pintora americana especializada em paisagens, pinturas de gênero e retratos.

## Biografia
Mary estudou na Escola de Arte de St. Louis (para a qual tinha uma bolsa de estudo de três anos), em Paris, na Academia Julian, e sob a tutela de Carolus-Duran. Ela tinha seu próprio estúdio no na rua Impasse du Maine, sendo agora parte do Musée Bourdelle.
Ela se casou com Frederick MacMonnies em 1888 e se divorciou dele em 1909. Ela se casou com Will H. Low no mesmo ano.

## Mural de Chicago

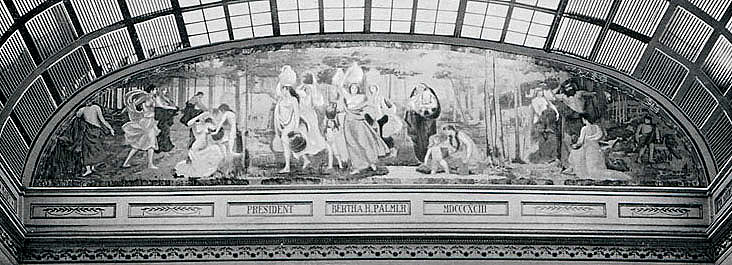
Decoração Mulher Primitiva para O Edifício da Mulher, na Exposição Universal de 1893

Em abril de 1892, Low (então MacMonnies) foi abordada por Sarah Tyson Hallowell, agente de Bertha Palmer, pessoa principal por trás do planejamento do Edifício da Mulher para a Exposição Universal em Chicago, 1893, para pintar um dos dois tímpanos planejados para a parte interna do edifício. O outro mural, nomeado Mulher Moderna, seria pintado por Mary Cassatt. O tópico do mural de Low era Mulheres Primitivas e, segundo os relatos da época, foi considerado o mais bem-sucedido dos dois. Estes seriam os únicos murais dessas duas pintoras. MacMonnies Low também exibiu seu trabalho no Palácio de Belas Artes na Feira de 1893.
Ela é representada no Museu de Rouen, França, onde ganhou uma medalha de ouro em 1903 e novamente em 1911. Ela também ganhou uma medalha de ouro em Dresden em 1902, em Marselha em 1905, e o prêmio Julia Shaw da Sociedade de Artistas Americanos em 1902. Tornou-se associada da Academia Nacional de Desenho.

## Pinturas

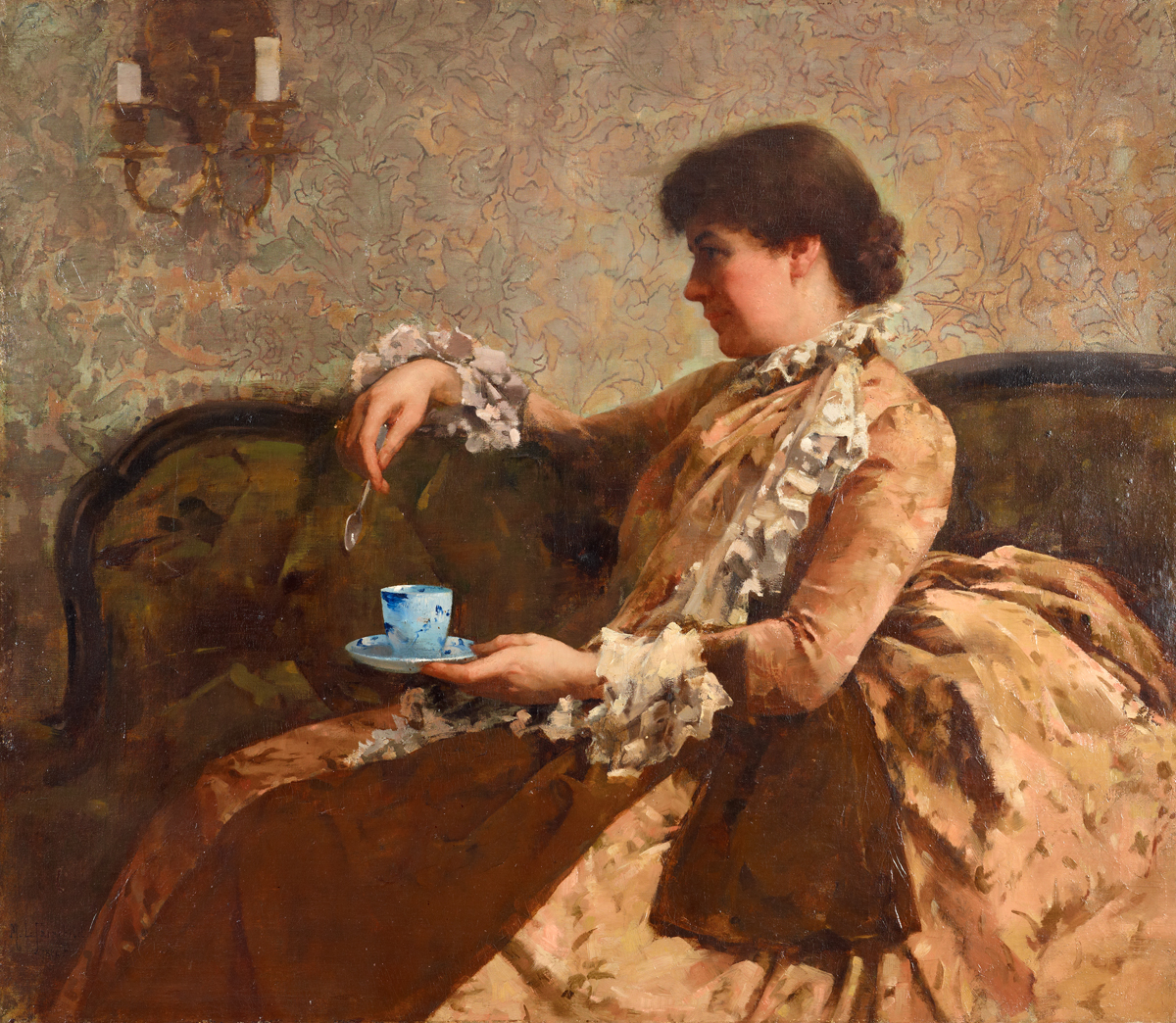
Mademoiselle Sarah Hallowell, por Mary Fairchild MacMonnies, 1886

- Gathering Apples, 1866, Museu de Arte de St. Louis, Missouri
- Gathering Flowers, 1890, Museu de Arte de St. Louis, Missouri
- The Breeze, 1895, In The Nursery-Giverny Studio, 1897-98, e C'est la Fete a Bebe, 1879-98, Fundação Terra de Arte Americana, Chicago, Illinois
- Five O'Clock Tea (1891), Museu de Arte Sheldon Swope. Essa pintura, também conhecida como Tea at Fresco, foi exibida na Feira Mundial de Chicago, onde "tanto a imagem quanto o artista receberam atenção favorável da crítica."[14]
- "The Green Butterfly"
- "Early Morning Flower Market" (1910)
- "Christmas Eve in the Studio" (1911)
- "Little Women" (1911)
- "Retrato de W. H. Low " (1911), Academia Nacional de Desenho. Will Low era seu marido naquela época.
- "Dogwood in Bloom" (1912)
- "Retrato de E. S. D." (1913)